# Distretto di Šyńǧyrlay
Il distretto di Šyńǧyrlay (in kazako: Шыңғырлау ауданы) è un distretto (audan) del Kazakistan con  capoluogo Šyńǧyrlay.